# Lexicon Devil (EP)
Lexicon Devil è un EP del gruppo L.A. punk The Germs pubblicato nel 1978 dalla Slash Records.

## Il disco
I Germs stavano rapidamente guadagnando popolarità sin dalla pubblicazione del loro primo singolo, Forming, anche grazie alle scatenate performance di Darby Crash, il rabbioso cantante del gruppo. Tuttavia, il crecente successo non era stato senza ostacoli. All'epoca la band non aveva ancora trovato un batterista fisso, da quando Donna Rhia aveva lasciato il gruppo. Inoltre, Pat Smear sebbene possedesse una chitarra elettrica Rickenbacker, non aveva abbastanza soldi per comprare un amplificatore.
Il secondo singolo della band arrivò quando Slash Magazine si offrì di pubblicarlo a proprie spese per la loro nuova etichetta discografica appena nata. Il gruppo accettò.
Pochi giorni prima della sessione, entrò nel gruppo Don Bolles (appena giunto a Los Angeles da Phoenix) come nuovo batterista. Non avendo però avuto il tempo di imparare le canzoni, venne provvisoriamente sostituito da Nickey Beat per la registrazione dei brani dell'EP. Bolles partecipò comunque alle sedute in studio cantando nei cori e battendo le mani insieme al resto del gruppo durante No God.
Nel testo della canzone Circle One, compare per la prima volta il nome d'arte "Darby Crash"; utilizzato d'ora in poi dal cantante dei Germs, che in precedenza si faceva ancora chiamare "Bobby Pyn".
Nickey Beat confessò agli autori della biografia dei Germs Lexicon Devil, di aver rubato il riff iniziale di batteria utilizzato in Circle One dal brano In Memory of Elizabeth Reed degli Allman Brothers Band.
L'EP, con la sua scandalosa copertina che riprende un ritratto di Adolf Hitler in armatura e a cavallo mentre tiene in mano un vessillo nazista, è da anni fuori catalogo, ma le canzoni in esso sono state incluse nel 12" postumo What We Do Is Secret e nella raccolta in CD (MIA): The Complete Anthology.

## Tracce
Lato A
1. Lexicon Devil – 2:07

Lato B
1. Circle One – 1:49
2. No God – 1:54

## Formazione
- Darby Crash - voce
- Pat Smear - chitarra, voce secondaria
- Lorna Doom - basso, voce secondaria
- Nickey Beat - batteria, voce secondaria
- Don Bolles - voce secondaria